# Firmicus aurantipes
Firmicus aurantipes är en spindelart som beskrevs av Jean-François Jézéquel 1966. Firmicus aurantipes ingår i släktet Firmicus och familjen krabbspindlar.
Artens utbredningsområde är Elfenbenskusten. Inga underarter finns listade i Catalogue of Life.